# Bathoxiphus steineri
Bathoxiphus steineri är en blötdjursart som beskrevs av Lamprell och Healy 1998. Bathoxiphus steineri ingår i släktet Bathoxiphus och familjen Entalinidae. Inga underarter finns listade i Catalogue of Life.